# Неоанархизм
Неоанархизм — современное течение в анархистской мысли, которое отличается от традиционного анархизма своими подходами к власти, революции и пути достижения безвластного общества. В отличие от классических анархистов, которые ставят целью насильственное свержение власти, неоанархисты акцентируют внимание на отказе от государства и социалистических структур, а также на индивидуальной свободе и добровольном объединении людей.

## История и развитие
Неоанархизм возник в конце XX века как ответ на изменения в обществе, глобализацию и новые политические и социальные реалии. Он включал в себя элементы классического анархизма, но также адаптировал их к современным условиям. Главной чертой неоанархизма является отказ от насилия и революционного насилия как способов достижения социальных изменений.
Неоанархизм связан с развитием таких идей, как экологизм, феминизм, антикапитализм и деконструкция традиционных политических структур. Он стремится к построению общества на основе добровольных союзов, в которых каждый человек имеет возможность выбирать свою социальную роль, а власть децентрализована и не существует в традиционном виде.

## Основные принципы неоанархизма
- Отказ от государства: Неоанархизм утверждает, что государственные структуры являются неестественными и угнетающими, поэтому от них следует отказаться. Однако отказ от государства не означает обязательного создания хаоса, а скорее стремление к созданию децентрализованных обществ.
- Контрреволюционность: В отличие от классических революционных анархистов, неоанархизм подчеркивает, что революции часто приводят к насилию и хаосу. Вместо этого, он призывает к отказу от власти и созданию альтернативных структур на местах.
- Индивидуальная свобода: Важно, чтобы каждый человек сам выбирал, как ему жить, и не был вынужден следовать жестким социальным нормам или политическим ограничениям.
- Революция как хаос: Неоанархисты считают, что революции, приводящие к разрушению общества, являются вредными. Они верят, что изменения можно достигать через ненасильственные пути и постепенные преобразования.

## Критика неоанархизма
Неоанархизм критикуется другими течениями анархизма за чрезмерный акцент на индивидуализме и отказывание от насильственных методов. Некоторые считают, что такой подход неспособен эффективно противостоять жестким государственным и корпоративным структурам. Также, неоанархизм подвергается критике за то, что его идеи могут быть трудно реализуемыми на практике, особенно в условиях сложных глобальных проблем.

## Неоанархизм в контексте глобализации
Неоанархизм активно обсуждает вопросы глобализации и капитализма, рассматривая их как источники угнетения и неравенства. Это течение видит альтернативу в создании децентрализованных и самоорганизующихся сообществ, которые могли бы противостоять глобальной власти корпораций и правительств. В этом контексте неоанархизм пересекается с экологизмом, социальной справедливостью и стремлением к автономии от существующих политических структур.